# Smejoče se sonce
Smejoče se sonce, z napisom »Jedrska energija? Ne, hvala« (dansko: »Atomkraft? Nej tak«), je mednarodni simbol protijedrskega gibanja. Ta logotip je v splošni uporabi od poznih 1970. let. BBC News je leta 2005 poročal, da je eden od maloštevilnih simbolov, ki so »takoj prepoznavni po vsem svetu«. V poročilu BBC-ja je bilo rečeno, da je priznala »moč in uspeh« logotipa celo jedrska industrija. Izdelanih je bilo več kot 20 milijonov značk smejočega se sonca v 45 nacionalnih in regionalnih jezikih, med drugim v danščini, korejščini, švedščini, angleščini, arabščini, hebrejščini, norveščini in ruščini. V zadnjih letih je imel logotip pomembno vlogo za protijedrske skupine pri ozaveščanju in zbiranju prispevkov zlasti v Nemčiji, Avstriji in Švici, kjer se krepi nasprotovanje podaljševanju delovanja starih jedrskih reaktorjev in gradnji novih.
Logotip smejočega se sonca je leta 1975 oblikovala danska aktivistka in oblikovalka Anne Lund, ki je bila del danske organizacije OOA (Organisationen til Oplysning om Atomkraft/ Organizacija za informiranje o jedrski energiji). V času ustvarjanja smejočega se sonca ni imela predhodnih izkušenj z oblikovanjem. Leta 1977 je bil logotip zaščiten s tržno znamko. S postavitvijo vprašanja: »Jedrska energija?« in jedrnatim odgovorom: »Ne, hvala« logotip izraža nestrinjanje in z vprašanjem o jedrski energiji spodbuja dialog. 
Hišo, v kateri je Anne Lund zasnovala izvirni simbol, je še vedno mogoče videti v Klostergade 6-8 v Aarhusu na Danskem.
Leta 2011, po jedrski nesreči v Fukušimi, je bila izdana nova različica za promocijo obnovljive energije z izjavo »Obnovljiva energija? Da, prosim« (dansko: »Vedvarende Energi? Ja tak!) z rumenim soncem na zelenem ozadju.